# Diphyus catagraphus
Diphyus catagraphus är en stekelart som först beskrevs av Kokujev 1904.  Diphyus catagraphus ingår i släktet Diphyus och familjen brokparasitsteklar. Inga underarter finns listade i Catalogue of Life.